# Bratz: Przygoda z dżinami
Bratz: Magiczny dżinn (Bratz Genie Magic) – jeden z kilku filmów serialu Bratz.

## Fabuła
Dziewczyny na koncercie Matta Rocka poznają Katie, która jest dżinem. Sprowadza na swoje nowe koleżanki wiele kłopotów. Źli badacze o imieniu Zell i Kon chcą posiąść moc Kati za wszelką cenę. Z pomocą Bayrona dziewczyny muszą uratować dżina przed nimi.

## Wersja polska
Opracowanie i udźwiękowienie wersji polskiej: Studio Sonica

Reżyseria: Jerzy Dominik

Dialogi polskie: Dariusz Dunowski

Dźwięk i montaż: Zdzisław Zieliński

Organizacja produkcji: Katarzyna Grochowska

Wystąpili:
- Krystyna Kozanecka – Yasmin
- Katarzyna Godlewska – Jade
- Anna Sroka – Sasha
- Jolanta Wilk – Cloe
- Magdalena Krylik –
  - Katia,
  - Kaycee
- Krzysztof Zakrzewski – Sebastian
- Agnieszka Matysiak –
  - Zell,
  - Burdine
- Ryszard Olesiński – Kon
- Jacek Kopczyński –
  - Matt,
  - Chłopak w barze
- Kamilla Baar – Kirstee
- Tomasz Bednarek –
  - Dylan,
  - Prezenter pogody
- Leszek Zduń – Bayron
- Jerzy Dominik – Mekt
- Grzegorz Drojewski – Bryce

i inni